# Parablax
Parablax là một chi bọ cánh cứng trong họ 
Elateridae.
Chi này được miêu tả khoa học năm 1906 bởi Schwarz.

## Các loài
Các loài trong chi này gồm:
- Parablax approximans (White, 1846)
- Parablax cinctiger (White, 1846)
- Parablax ingwa Calder, 1986
- Parablax markrah Calder, 1986
- Parablax moorda Calder, 1986
- Parablax nunden Calder, 1986
- Parablax ooliekirra Calder, 1986
- Parablax ossa Calder, 1992
- Parablax padmuri Calder, 1986
- Parablax quinquesulcatus (Blackburn, 1900)
- Parablax rumaiy Calder, 1986